# Diseñador de juegos

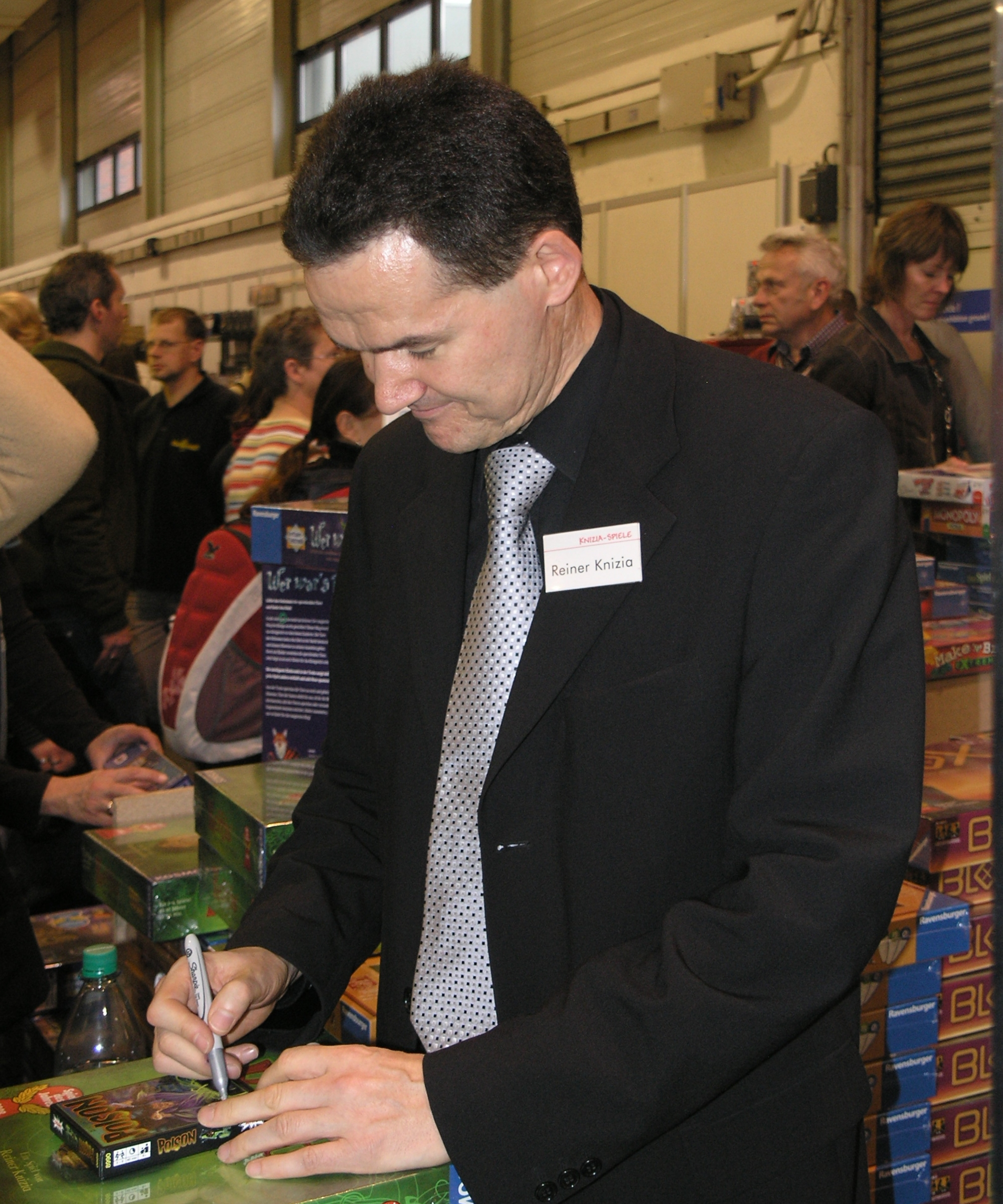
Reiner Knizia, diseñador de juegos de mesa y ganador de premios como el Spiel des Jahres y el Premio Origins, en la feria de Essen 2008.

Un diseñador de juegos es una persona que se encarga de crear y dar forma a la mecánica, los sistemas, las reglas y la jugabilidad de un juego. Los procesos de diseño de juegos se aplican a juegos de mesa, juegos de cartas, juegos de dados, juegos de casino, videojuegos o juegos de rol.
En "Elementos del diseño de juegos", el diseñador Robert Zubek define el diseño de juegos dividiéndolo en tres elementos:
- Mecánicas y sistemas de juego, que son las reglas y los objetos del juego.
- Jugabilidad, que es la interacción entre el jugador y las mecánicas y los sistemas. En "Chris Crawford on Game Design", el autor resume sucintamente la jugabilidad como "lo que hace el jugador".[2]
- Experiencia del jugador, que es cómo se siente el usuario al jugar.

En la investigación académica, el diseño de juegos se enmarca dentro del campo de los estudios de juegos (que no deben confundirse con la teoría de juegos, que es la rama de la matemática aplicada que estudia la toma de decisiones estratégicas, principalmente en situaciones no relacionadas con juegos).

## Diseñador de videojuegos
Un diseñador de videojuegos se dedica a hacer el prototipo del mismo, es decir, el diseño del juego en sí, así como aportan ideas para ayudar a determinar la apariencia y la forma final del juego. La función final es la de expresar diferentes ideas en el videojuego, desde diferentes puntos y mediante diferentes formas.
Los diseñadores de videojuegos suelen poseer habilidades con el arte y la programación, ya que pueden ayudar a la hora de llevar a cabo la profesión, pero no es estrictamente necesario dominarlas todas. Los profesionales dedicados al diseño de videojuegos habitualmente se desvían en alguna de las diferentes ramas de diseño del videojuego, ya sea dedicándose más específicamente a la parte del diseño (como los artistas gráficos) o a la parte del funcionamiento del mismo (como los programadores). Los diseñadores a menudo estudian carreras aparentemente inconexas con esta profesión, como filosofía, bellas artes, psicología, sociología, teatro o cine; pero, debido a la creciente complejidad en el proceso de diseño de los juegos, muchos diseñadores proceden del campo de la informática o del desarrollo de programas.
Como en la mayoría de profesiones, los diseñadores novel suelen ser asignados tareas sencillas, tales como el diseño de niveles o situar objetos. Aunque son muchos los factores que influyen en la elección, el papel de diseñador jefe se asignaría al diseñador con más experiencia y un historial de títulos exitosos.